# Heinrich IV. von Bubenberg

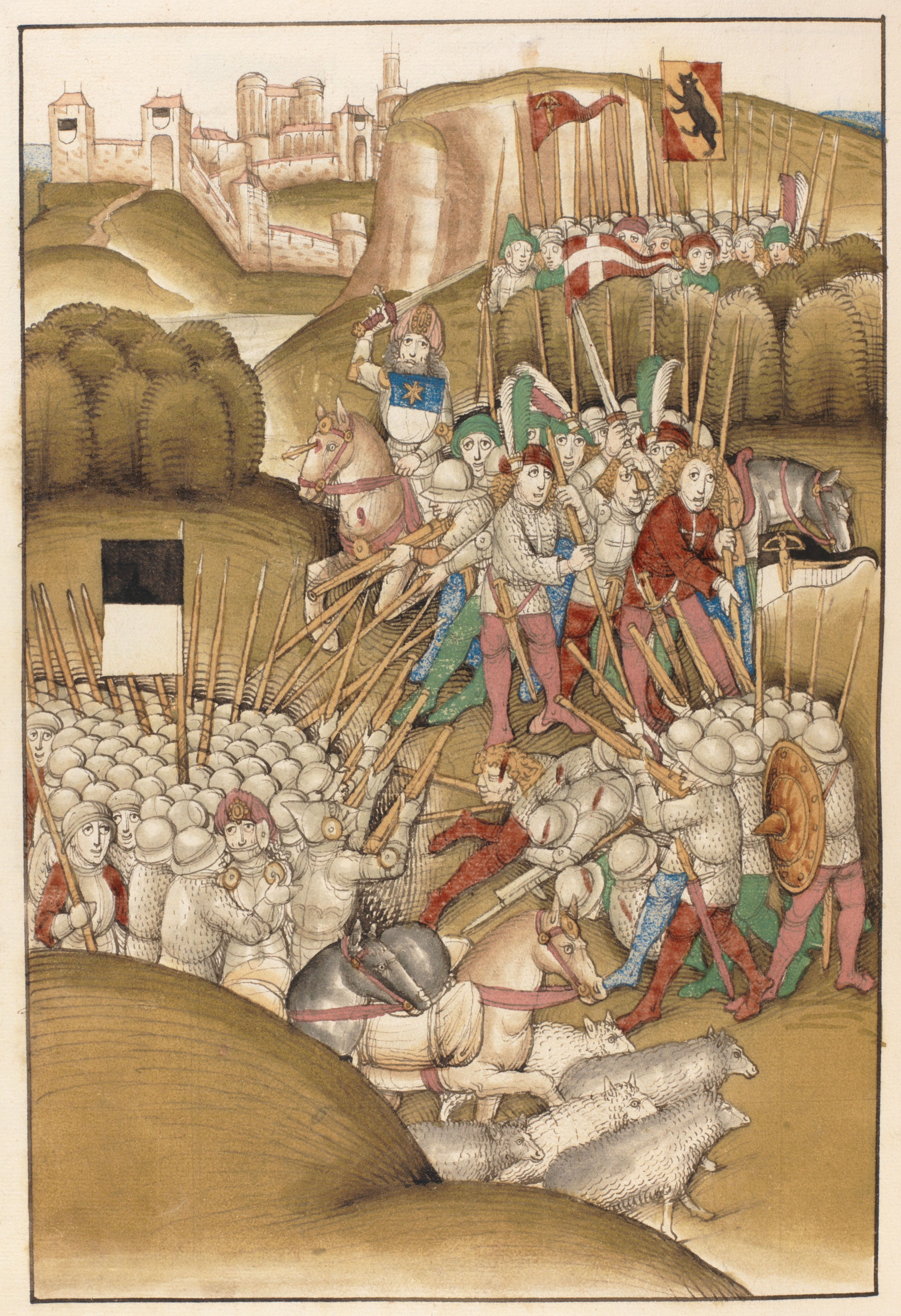
Heinrich von Bubenberg als Anführer der Berner Truppen im Gefecht am Galternbach vom 29. März 1448 gegen die Freiburger, Diebold Schilling, Spiezer Chronik (um 1485/86)

Heinrich IV. von Bubenberg (* 7. September 1407; † 27. November 1464) war Schultheiss von Bern und Freiherr zu Spiez.

## Leben
Heinrich von Bubenberg heiratete um 1420 Anna von Rosenegg (1424–1482), Tochter des Hans von Rosenegg und der Johanna von Hasenburg. Er gelangte 1422 in den Kleinen Rat der Stadt Bern, 1425 bis 1431 war er Landvogt in Aarberg, 1426 bis 1430 Schultheiss in Thun und von 1434 bis 1437 nochmals Landvogt in Aarberg. 1438 erwarb er die Ritterwürde. In den Jahren 1447 bis 1464 war er sechsmal Schultheiss von Bern. Im Alten Zürichkrieg fällte Bubenberg 1450 in Einsiedeln als Obmann den Schiedsspruch.
Heinrich von Bubenberg war Freiherr zu Spiez, Herr zu Schadau, Mannenberg, Uttigen und Wartenfels. Die Herrschaft Wartenfels brachte Anna von Rosenegg in die Ehe.